# Girl U Love
Singles de Crystal Kay
Hard to Say
(2002) Boyfriend -part II-
(2003)
Girl U Love est le 9e single de la chanteuse Crystal Kay sorti sous le label Sony Music Entertainment Japan le 23 octobre 2002 au Japon. Il atteint la 156e place au classement de l'Oricon et reste classé une semaine. Il est sorti le même jour que l'album Almost seventeen.
Girl U Love se trouve sur l'albumAlmost seventeen et sur la compilation Best of Crystal Kay.

## Liste des titres
| 1. | Girl U Love                              | EMI K. Lynn                                                           | T.KURA and MICHICO | 4:23 |
| 2. | Hard to Say (TinyVoice,Production Remix) | Crystal Kay, SPHERE of INFLUENCE, SORA3000, ☆Taku Takahashi et H.U.B. | ☆Taku Takahashi    | 5:19 |
| 3. | Hard to Say (SPC FINEST Remix)           | Crystal Kay, SPHERE of INFLUENCE, SORA3000, ☆Taku Takahashi et H.U.B. | ☆Taku Takahashi    | 5:24 |